# Tatjana Wladimirowna Saizewa
Tatjana Wladimirowna Saizewa (russisch Татьяна Владимировна Зайцева; * 27. August 1978 in Leningrad, geborene Gribowa (russisch Грибова)) ist eine ehemalige russische Fußballspielerin.

## Karriere

### Vereine
Saizewa begann neunjährig mit der Leichtathletik und entdeckte – nach Krasnodar gelangt – den Fußballsport für sich; sie begann bei Sedin-Schiss, wie sich der 1988 gegründete Verein Schemtschuschina Sotschi im Verlauf bis 1992 nannte, ihn zu erlernen. Mit Gründung der Frauenfußballmannschaft Kubanotschka Krasnodar im Jahr 1993, erhielt sie bei dieser im Alter von fast 15 Jahren ihren ersten Lizenzspielervertrag, spielte bis Dezember 1996 für diesen Verein, mit dem sie am Ende des Spieljahres 1996 die Meisterschaft gewann.
Die Spielzeit 1997 bis 1999 war sie dann in Woronesch für Energija Woronesch tätig. Mit Abschluss der Meisterschaft 1999 gelangte sie mit ihren Mitspielerinnen und Trainer Sayenko nach Deutschland, wo ein Probespiel mit einer deutschen Mannschaft organisiert wurde, bei dem Talentsichter anwesend waren. Drei von ihnen waren aufgefallen und erhielten eine Einladung vom FFC Flaesheim-Hillen: Irina Petryaeva, Marina Burakova und sie selber. Mit einem vereinbarten Leihvertrag kehrten sie nach Russland zurück; ihr Verein war zu diesem Zeitpunkt – Mitte September 1999 – Letztplatzierter in der Meisterschaft.
In der laufenden Saison 1999/2000 gehörte sie ab Januar 2000 dem Bundesligaaufsteiger FFC Flaesheim-Hillen an, für den sie allerdings kein Pflichtspiel bestritt. Erst in der Folgesaison kam sie in 15 Punktspielen zum Einsatz, in denen sie zwei Tore erzielte. Sie debütierte am 12. November 2000 (4. Spieltag) beim torlosen Remis im Auswärtsspiel gegen den SC 07 Bad Neuenahr mit Einwechslung für Carina Terberl in der 71. Minute; ihr erstes Tor gelang ihr am 18. Februar 2001 (10. Spieltag) beim 2:1-Sieg im Auswärtsspiel gegen den WSV Wendschott mit dem Treffer zum 1:0 in der 15. Minute. Am Saisonende belegte ihre Mannschaft den fünften Platz – noch vor dem FC Bayern München.
Nach Russland zurückgekehrt, spielte sie von Juli 2001 erneut und bis Jahresende 2003 für Energija Voronezh. Das Spieljahr 2004 war sie für den FK Rossijanka aktiv, bevor sie im Spieljahr 2005 für Rjasan WDW zum Einsatz kam. Diagnostizierte gesundheitliche Probleme im Rahmen einer medizinischen Untersuchung zum Ende des Spieljahres 2005 zwangen sie, ihre Spielerkarriere im Alter von 27 Jahren zu beenden.

### Nationalmannschaft
Im Jahr 1993, als sie bei Kubanotschka Krasnodar ihren ersten Lizenzspielervertrag erhielt, erging auch die Berufung in die Jugendnationalmannschaft Russlands, für deren aufbauenden Altersklassen sie bis 1997 spielte.
Für die A-Nationalmannschaft kam sie von 1999 bis 2005 in neun Länderspielen zum Einsatz, in denen sie ein Tor erzielte. Sie nahm an der vom 19. Juni bis 10. Juli 1999 in den Vereinigten Staaten ausgetragenen Weltmeisterschaft teil, wurde im Turnier unter Trainer Yuri Bystritskiy jedoch nicht eingesetzt. Doch bei ihrer zweiten WM-Endrundenteilnahme, die vom 20. September bis 12. Oktober 2003 ebenfalls in den Vereinigten Staaten ausgetragen wurde, bestritt sie alle drei Spiele der Gruppe D und das mit 1:7 verlorene Viertelfinale gegen die Nationalmannschaft Deutschlands. Gegen diese Mannschaft hatte sie am 30. Januar 2005 bei der 0:1-Niederlage in Quanzhou im Rahmen eines Internationalen Turniers ihren letzten Einsatz als Nationalspielerin.

## Erfolge
Kubanotschka Krasnodar
- Russischer Meister 1996

Energija Woronesch
- Russischer Meister 2002, 2003

FK Rossijanka
- Zweiter der Russischen Meisterschaft 2004
- Russischer Pokal-Finalist 2004

Rjasan WDW
- Russischer Meister 2005

## Sonstiges
Im Jahr 2007 trug sie maßgeblich dazu bei, das der im Jahr 2000 aufgelöste Verein Kubanotschka Krasnodar eine Wiederbelebung als WFC Kubanotschka erfuhr. Von da an bis zur Auflösung im Jahr 2019 nahm sie Präsident und Cheftrainer in Personalunion ein. Im Februar 2020 wurde sie Cheftrainerin des eigenständigen und neu gegründeten WFC Krasnodar.